# Newtons første lov
Newtons første lov, som er den første af i alt tre love fremsat af Sir Isaac Newton, er også kaldet inertiens lov. 
Nærmere bestemt hører denne lov hjemme i mekanikken inden for fysikkens verden.
"Et legeme som ikke er påvirket af en kraft, eller af kræfter, der ophæver hinandens virkning, vil enten være i hvile eller foretage en jævn retlinet bevægelse."
Denne lov lægger grunden for forståelsen af, hvad et inertialsystem er. 
Et inertialsystem er et system, hvor der ikke er nogen udefra virkende kræfter. Den tætteste sammenligning, vi har herpå, er det ydre rum, men et perfekt inertialsystem er et rum med fuldstændig vakuum.
Som vi alle ved, kan en bold i rummet i princippet drive uendeligt med samme hastighed, så snart den har fået et lille puf. Dette forudsætter naturligvis, at bolden ikke kommer for tæt på planeter, kometer eller andre himmellegemer, eftersom bolden da vil blive påvirket med en kraft ud fra massetiltrækningsloven.
Populært sagt siger Newtons første lov altså, at en bold, som befinder sig i et uendeligt stort rum uden andre legemer, vil befinde sig i hvile, indtil man puffer til den, hvorefter den vil blive ved med bevæge sig i en jævn retlinet bevægelse, indtil man puffer til den igen.